# Hogeschool Domstad
De Hogeschool Domstad (Katholieke Lerarenopleiding Basisonderwijs) was een hogeschool in de Nederlandse stad Utrecht met uitsluitend de opleiding tot onderwijzer in het basisonderwijs (pabo). De opleiding had de katholieke grondslag.
De Hogeschool Domstad was in 1984 voortgekomen uit het samengaan van pedagogische academies en kleuterleidsteropleidingen uit Amersfoort, Zeist en Hilversum.
In 2010 ging de school op in de Hogeschool Utrecht (HU) (Faculteit Educatie, Theo Thijssen instituut) en verhuisde de opleiding uit de Domstad naar het nieuwe gebouw van de Hogeschool Utrecht in Amersfoort (HU Amersfoort).  Sinds de Amersfoortse pedagogische academie Sint Agnes in 1984 opging in Hogeschool Domstad en daardoor naar Utrecht verhuisde was er in Amersfoort geen opleiding voor docenten in het basisonderwijs meer geweest.
Het gebouw van de Hogeschool Domstad, aan de Koningsbergerstraat, wordt nu gebruikt als Cursus- en vergadercentrum Domstad.

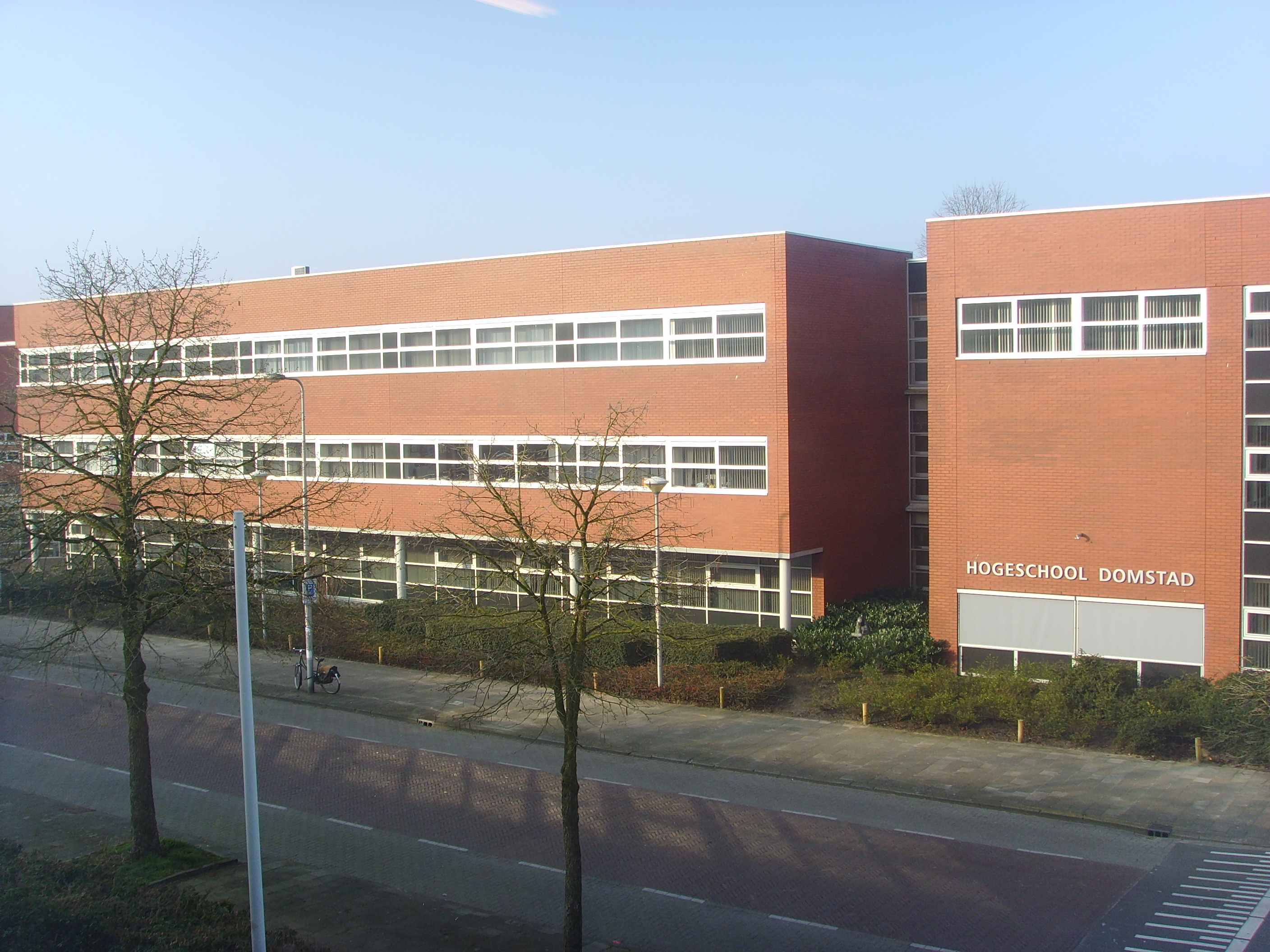
Hogeschool Domstad